# 中華民国とリトアニアの関係
中華民国とリトアニアの関係（ちゅうかみんこくとリトアニアのかんけい、繁体字: 中華民國-立陶宛關係, リトアニア語: Lietuvos ir Taivano santykiai）では、中華民国とリトアニアの間における国際関係について記述する。
リトアニアは中国と国交を結ぶが、近年ではチベット問題やウイグル問題や香港問題などの人権問題から中国に不信感を募らせ、台湾との関係を強めている。
2021年8月現在、両国には正式な外交関係はないが、リトアニアの首都に大使館に相当する「駐リトアニア台湾代表処」がある。現在新設されたばかりであるため、業務はラトビアの駐ラトビア台北代表団でのリトアニアの事務の引き継ぎ段階である。

## 歴史

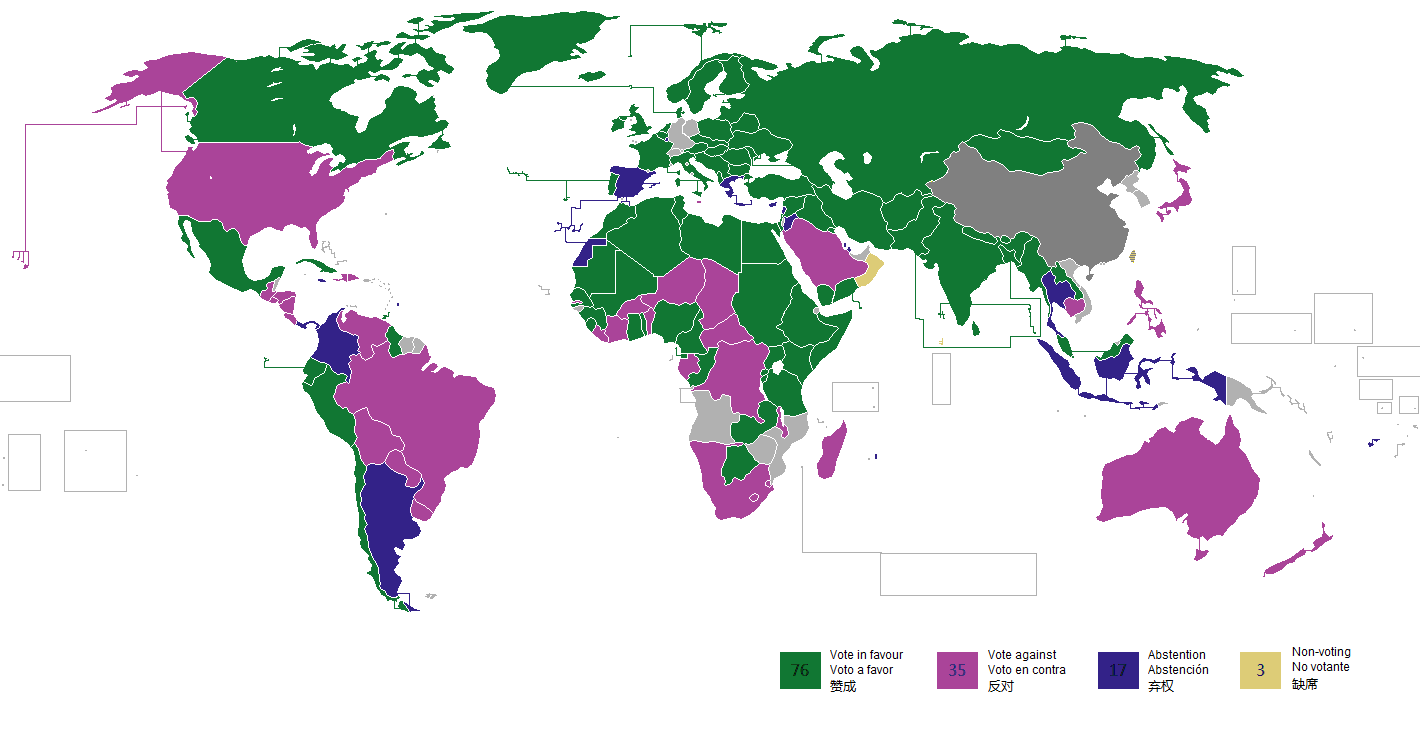
アルバニア決議（第26回国際連合総会2758号決議 2758 XXVI）に対する1971年当時の世界各国の投票行動の図。当時、リトアニアはソビエト連邦の一部であり、ソビエト連邦として投票。同国を含む緑色で塗られた諸国（76カ国）が中華人民共和国の国連参加に賛成した。

1921年に国交が樹立され、1940年のバルト諸国占領まで続いた。
1971年10月25日、アルバニア決議においてソビエト連邦は、中華人民共和国の国連参加に賛成票を投じた。
1990年、リトアニアがソビエト連邦から独立した翌年の1991年に、中華人民共和国と国交を樹立。そのため現在に至るまで、両国には正式な外交関係はない。

### 2020年以降
2020年10月9日、リトアニアで成立した連立政権が、「人権や民主的自由のいかなる侵害にも積極的に反対していく。ベラルーシから台湾まで世界中で自由のために戦う動きを擁護していく」と表明。これについて、在リトアニア中国大使館は「内政不干渉、主権、領土保全を互いに尊重した上で」リトアニア政府と協力する用意があるとの声明を発表した。
2021年3月3日、リトアニアが台湾に貿易事務所を開設すると発表した。リトアニア経済イノベーション省は「台湾のリトアニア貿易事務所は、年内に開設される予定だ。アジアにおけるわが国の経済外交を後押しし、多様化する取り組みの一環だ」と発表したが、中国外務省の汪文斌報道官は、「断固反対する」「リトアニアに対し、一つの中国の原則を支持し、外交関係の樹立に関する誓約を厳守するよう求める」と反発している。
2021年6月22日、リトアニア政府は、新型コロナウイルス感染症対策のAZD1222ワクチン2万回分を台湾に提供すると発表した。これについて蔡英文総統は「リトアニア政府に心から感謝する。台湾人たちもきっと深く心を打たれると思う。バルト海からの友情は非常に貴重だ」と述べたが、中国外務省の趙立堅報道官は「台湾当局は、台湾同胞の生命や健康をきちんと保障し、政治的にもてあそばないよう求める」として、中国からのワクチン提供には応じず、他国から支援を受ける蔡英文総統を非難した。
新型コロナウイルス感染症対策のAZD1222ワクチン提供を決めたリトアニアに対して「恩返し」をしようとする台湾人が増えており、アメリカに本部を置く慈善団体であるGive2Asiaに籍を置く台湾人の張瀞仁は、クラウドファンディングを通じたリトアニアへの支援を提案しており、サポートを必要とする「特定妊婦」を支えるリトアニアの支援団体に最近集まった寄付金が全て台湾からであり、寄付者から「台湾からの愛」「台湾はリトアニアを愛しています」「台湾に寄付したワクチンが大切な命を救うことを願っています。そして台湾からの寄付はリトアニア人の命を救うでしょう」などのメッセージが寄せられている。
2021年7月20日、中華民国外交部は、リトアニアに「駐リトアニア台湾代表処」の名称で代表機関を設置すると発表した。事実上の大使館として機能し、呉釗燮外交部長は「欧州に台湾が代表機関を置くのは、2003年に設置したスロバキアに続き、18年ぶりとなる」と語った。台湾と外交関係のない国は通常、中国への配慮から「台湾」の名称の使用を認めることがないため、異例のことであり、台湾はこれまで、日本やヨーロッパ、アメリカなどに代表処を置く際には「台北」の名を用いてきた。呉釗燮外交部長は「非常に大きな意義がある」と述べており、台北市にあるアメリカの窓口機関「米国在台湾協会」は「台湾と関係を緊密化し、協力を拡大する自由がすべての国にあるべきだ」という声明を発表し、決定を称賛した。これに対して中国外務省の趙立堅報道官は、「中国は、いかなる形であれ、中国と国交がある国と台湾との公的な往来や、いわゆる出先機関の設置に断固として反対する。台湾当局が『二つの中国』とか、『一つの中国一つの台湾』といったものを作り出そうとするたくらみは絶対に達成できない」と反発している。
リトアニアは2021年8月10日に駐リトアニア台湾代表処を設置した。これを受けて中国は駐リトアニアの中国大使を召還すると談話で発表。また、中国が大使を召還するのは1995年に李登輝総統のアメリカ訪問への対抗措置として駐米大使を呼び戻して以来のことである。この動きに中華人民共和国ではリトアニア製品の締め出し、リトアニア製部品を組み込んだ機械の拒否が見られ、2022年リトアニア大統領は台湾の代表機関の設置は正しかったが”台湾”の名称を認めたことは中国との関係を悪化させた間違いであり何らかの対応が必要と表明し、これに対し中華民国外交部は中華人民共和国が圧力を加えたと非難した。2023年11月27日にはリトアニアのガブリエリュス・ランズベルギス外相が中国による制裁が解除されたことを発表した。

#### 台湾の国際組織参加支持
- 2019年5月：リトアニアの国会議員80名が、世界保健機関 (WHO) に第72回世界保健総会（英語版） (WHA) の台湾のオブザーバー参加に関する書簡を提出[15]。

## 経済

### 犯罪
2017年3月、アメリカ警察が通信詐欺の事件を取り締まったと報告した。リトアニア人がクアンタ・コンピュータの名前を偽造し、架空の銀行口座に支払いを送金するよう顧客に依頼した。関与した詐欺の金額は1億米ドルを超えているが、クアンタ・コンピュータは、事件が事実であることを確認したが、金銭的損失を被っていないことを強調している。アメリカ警察は、多国籍テクノロジー企業と多国籍ソーシャルメディア企業が被害者であると述べており、市場関係者は、クアンタ・コンピュータの顧客であるAmazonとFacebookが被害者である可能性があると推測している。しかし、『フォーチュン』の取材では、グーグルとFacebookであることが確認され、詐取された金額のほとんどは回収された。

## 文化・交流

### 姉妹都市
- 台北市 - ビリニュス（1998年5月28日締結）[18]